# Macroderes politulus
Macroderes politulus là một loài bọ cánh cứng trong họ Bọ hung (Scarabaeidae).